# Lucjan Kałkus
Lucjan Kałkus (ur. 30 września 1930 w Poznaniu, zm. 27 marca 2009) – pułkownik pilot Sił Zbrojnych Polskiej Rzeczypospolitej Ludowej, oficer Wojsk Obrony Powietrznej Kraju, dowódca 1 pułku lotnictwa myśliwskiego Warszawa (1955–1962).

## Życiorys
Po ukończeniu liceum ogólnokształcącego wstąpił w 1949 do Oficerskiej Szkoły Lotniczej w Dęblinie. W lipcu 1951 roku, po promocji dp stopnia podporucznika pilota otrzymał przydział do 1 pułku lotnictwa myśliwskiego Warszawa w Warszawie. W jednostce tej był kolejno starszym pilotem (1951–1952), dowódcą klucza lotniczego (1952–1953), dowódcą eskadry (luty–październik 1953). Następnie był pomocnikiem dowódcy 31 pułku lotnictwa myśliwskiego w Warszawie.
W latach 1954–1955 szkolił się w Taganrogu w ZSRR na Kursie Doskonalenia Personelu Latającego Sił Zbrojnych (specjalność: dowódca pułku lotniczego). Po powrocie z kursu został dowódcą 1 pułku lotnictwa myśliwskiego. Był uczestnikiem wszystkich dużych defilad lotniczych przeprowadzanych na przełomie lat 50. i 60. 
Od sierpnia 1962 do października 1963 był szefem strzelania powietrznego w dowództwie nowego rodzaju Sił Zbrojnych - Wojsk Obrony Powietrznej Kraju. Następnie studiował w Akademii Sztabu Generalnego WP w Rembertowie (1963–1966). Następnie przez wiele lat służył w dowództwie 1 Korpusu Obrony Powietrznej Kraju w Warszawie, gdzie był kolejno starszym inspektorem lotnictwa (1966–1968), zastępcą szefa Oddziału Lotnictwa (1968–1972), szefem Wydziału Szkolenia Lotniczego (1972–1979). Po utracie warunków zdrowotnych do wykonywania lotów na samolotach odrzutowych przez kolejne 10 lat pełnił służbę na Centralnym Stanowisku Dowodzenia Dowódcy Wojsk OPK.
Był pilotem wojskowym pierwszej klasy. W powietrzu spędził 3300 godzin, nie miał nigdy przesłanek wypadków ani wypadków lotniczych. Członek PZPR.
W stan spoczynku przeszedł 22 sierpnia 1989. Został pochowany na Cmentarzu Komunalnym na Powązkach (kwatera FIII-12-6).

## Odznaczenia
- Krzyż Oficerski Orderu Odrodzenia Polski (1983)
- Krzyż Kawalerski Orderu Odrodzenia Polski (1968)
- Złoty Krzyż Zasługi
- Złoty Medal „Siły Zbrojne w Służbie Ojczyzny”
- Srebrny Medal „Siły Zbrojne w Służbie Ojczyzny”
- Brązowy Medal „Siły Zbrojne w Służbie Ojczyzny”
- Złoty Medal „Za zasługi dla obronności kraju”
- Srebrny Medal „Za zasługi dla obronności kraju”
- Brązowy Medal „Za zasługi dla obronności kraju”
- Odznaka pamiątkowa 1 Pułku Lotnictwa Myśliwskiego OPK „Warszawa” (1970)[2]
- inne odznaczenia

## Źródła
- Józef Zieliński, Dowódcy Pułków Lotnictwa Polskiego 1921-2012, Wydawnictwo Bellona, Warszawa 2015, str. 175